# Сапиенца (университет)
«Сапие́нца» (официальное название — «Сапиенца — Римский университет», итал. Sapienza — Università di Roma) — итальянский государственный университет, расположенный в Риме. Является одним из старейших университетов мира, основан в 1303 году папой Бонифацием VIII.
Один из самых престижных университетов Италии, регулярно попадает на первые места рейтингов высших учебных заведений Италии и Южной Европы, входит в число лучших университетов Европы. Самый крупный университет в Европе по числу студентов, обучающихся очно. Занимает 128-е место в мировом рейтинге.

## История
Основан в 1303 году папой Бонифацием VIII в качестве учебного заведения, подотчётного непосредственно Ватикану.
В 1431 году папа Евгений IV провёл реорганизацию учебного заведения, в результате которой в университете появились четыре новых факультета: права, медицины, философии и теологии.
В период разграбления Рима университет был закрыт, некоторые профессора были убиты. Папа Павел III восстановил университет сразу после своего избрания в 1534 году.
В 1650-х годах университет стал известен как La Sapienza (с лат. — «мудрость»). В 1703 году папа Климент XI приобрёл землю на холме Яникул, где посадил университетский ботанический сад (итал. Orto botanico di Roma), который вскоре стал самым известным в Европе.
В 1870 году «Сапиенца» перестала быть папским университетом и стала городским учреждением. В 1935 году по проекту Марчелло Пьячентини был построен новый университетский кампус.

## Рейтинги
В соответствии с рейтингом U.S. News & World Report, университет является лучшим вузом в Италии и занимает 45-е место в Европе.
Академический рейтинг университетов мира помещал университет внутри группы 101—150, среди 3 % лучших учебных заведений в мире.
В рейтинге QS World University Rankings Ла Сапиенца занимает 128-е место.

## Факультеты
- Архитектуры
- Экономики
- Фармакологии и медицины
- Права
- Гражданского и промышленного строительства
- Информационной инженерии, информатики и статистики
- Математики, физики и естественных наук
- Медицины и стоматологии
- Медицины и психологии
- Политических наук, социологии и коммуникаций